# Под старим крововима
„Под старим крововима” је југословенски ТВ филм из 1984. године. Режирао га је Даниел Марушић који је написао и сценарио по делу Шандора Ксавер Ђалског.

## Улоге
| Глумац            | Улога  |
| ----------------- | ------ |
| Златко Витез      | Ђалски |
| Звонимир Торјанац | Цинтек |
| Божидар Алић      |        |
| Златко Црнковић   |        |
| Вања Драх         |        |
| Мато Ерговић      |        |
| Ива Марјановић    |        |
| Круно Валентић    |        |